# 察赫卡佐尔
察赫卡佐尔（羅馬化：Tsakhkadzor，發音：[t͡sɑχkɑˈd͡zoɾ]），是亚美尼亚科泰克州的一个温泉镇，距离该国首都葉里溫不远，是亚美尼亚的旅游胜地，当地人口约一千。
这里至少在三世纪的时候就已经形成聚居地了，当时叫做“Tsaghkunyats Dzor”，阿薩希德王朝的君主曾在此狩猎，在随后的岁月中被划入不同的贵族的领土。2000年当地开始再开发计划，建立了一些豪华酒店以吸引游客。